# Poirino
Poirino (en français Poyrin) est une commune de la ville métropolitaine de Turin, dans le Piémont, en Italie.

## Histoire
Poirino, sous l'Empire français, est une commune du département du Pô. Dominique Mazzocchi, qui en deviendra le maire en 1825, gagne la croix de guerre à la bataille de la Moskova en 1812.
Le 27 avril 1805, le pape Pie VII, revenant de Paris, y bénit la population. Deux jours après, Napoléon visite cette petite ville française.

## Administration
| Période                                  | Période | Identité         | Étiquette | Qualité |
| ---------------------------------------- | ------- | ---------------- | --------- | ------- |
|                                          |         | Sergio Tamagnone |           |         |
| Les données manquantes sont à compléter. |         |                  |           |         |

### Communes limitrophes
Chieri, Riva presso Chieri, Villanova d'Asti, Santena, Villastellone, Isolabella, Cellarengo, Pralormo, Ceresole Alba, Carmagnole.

## Personnalités liées à la commune
Eugenia Burzio, cantatrice, y est née en 1872.